# اسکات اسپیدمن
اسکات اسپیدمن (به انگلیسی: Scott Speedman) (متولد ۱ سپتامبر ۱۹۷۵) بازیگر انگلیسی کانادایی است.
اسپیدمن متولد انگلستان است ولی در کانادا بزرگ شده است.
از فیلم‌های او می‌توان به و مجموعه فیلم‌های دنیای مردگان اشاره کرد.

## فیلم‌شناسی
- غریبه‌ها
- تریپل اکس: دولت متحد
- عهد
- پابرهنه
- جهان زیرین: تکامل
- جهان زیرین
- گرفتار
- ستایش
- زندگی من بدون من
- دوئت
- آبی تیره
- اکتبر گیل
- آنامورف

## زندگی شخصی
اسپیدمن با نام کامل رابرت اسکات اسپیدمن در لندن انگلستان از پدر و مادری اسکاتلندی زاده شد.
مادر او مری کمپل معلم مدرسه و ورزشکار المپیکی بود.
او دارای یک خواهر جوانتر به نام تریسی است.